# Anagyrus petronae
Anagyrus petronae är en stekelart som beskrevs av John S. Noyes 2000. Anagyrus petronae ingår i släktet Anagyrus och familjen sköldlussteklar.
Artens utbredningsområde är:
- Costa Rica.
- Venezuela.

Inga underarter finns listade i Catalogue of Life.